# Aminata Barrow
Aminata Nia-Maria Barrow (nacida el 2 de enero de 2004) es una nadadora competitiva de Gambia. Clasificó para representar a Gambia en los Juegos Olímpicos de París de 2024.

## Biografía
Barrow nació en el Reino Unido; su padre es de Gambia y su madre es de Finlandia. Su familia se mudó a los Estados Unidos cuando ella tenía ocho años y se instaló en Shorewood, Wisconsin. Comenzó a nadar a los cuatro años y luego comenzó a hacerlo de manera competitiva una vez que se mudó a los Estados Unidos. Compitió en el Shorewood Swim Club bajo la dirección del entrenador Dave Westfahl y más tarde en Shorewood High School. En Shorewood, fue una estudiante-atleta de primer nivel y compitió en el equipo de natación durante cuatro años, ayudando al equipo de la escuela secundaria a quedar subcampeón en los campeonatos estatales de 2020, mientras que Barrow ganó un campeonato estatal individual de escuelas secundarias en 2021, en las 100 yardas de braza. En 2022, Barrow compitió en el campeonato de natación de Estados Unidos en Wisconsin y ganó las pruebas de 100 y 200 metros braza. Barrow se graduó de Shorewood en 2022.
Barrow participó en el equipo de natación de la Universidad Brown en 2022. Formó parte del equipo y participó en ocho encuentros durante la temporada 2022-23; compitió en las pruebas de 100 y 200 braza y 200 combinados individuales. Compitió en los campeonatos de la Ivy League y quedó en el puesto 16 en los 100 braza. En su segundo año, compitió en siete competiciones y estableció sus marcas personales en 100 y 200 braza. Compitió en los campeonatos de la Ivy League y quedó en el puesto 13 en los 100 braza y en el séptimo lugar en los 200 braza.
Barrow se clasificó para el Campeonato Mundial de Natación de 2023 en representación de Gambia, convirtiéndose en la primera nadadora en competir en el evento para la nación. Aunque en su debut internacional logró establecer récords nacionales en las pruebas de 100 y 200 metros braza. Al año siguiente, fue seleccionada para representar a Gambia en los Juegos Olímpicos de París 2024 a través de una cuota de universalidad, convirtiéndose en la primera nadadora olímpica de Gambia.